# Lux (Saône-et-Loire)
Lux is een gemeente in het Franse departement Saône-et-Loire (regio Bourgogne-Franche-Comté). De plaats maakt deel uit van het arrondissement Chalon-sur-Saône. Lux telde op 1 januari 2022 1.902 inwoners.

## Geografie
De oppervlakte van Lux bedroeg op 1 januari 2022 6,18 vierkante kilometer; de bevolkingsdichtheid was toen 307,8 inwoners per km².

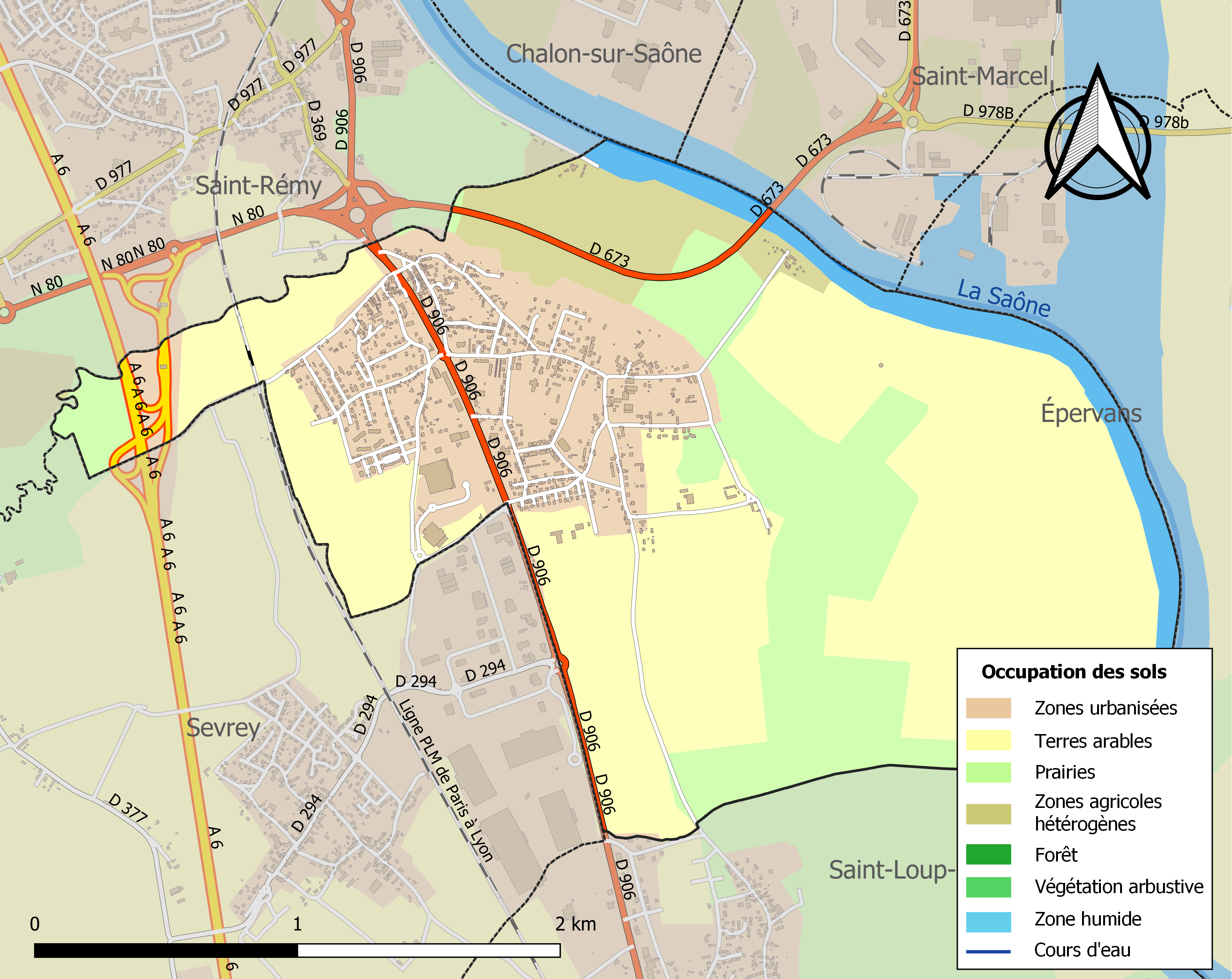
Kaart van de gemeente met de belangrijkste infrastructuur, bodemgebruik en omliggende gemeenten

## Demografie
Onderstaande figuur toont het verloop van het inwonertal (bron: INSEE-tellingen).